# Maximilian Helbig
Maximilian Helbig (* 19. November 1868 in Niederwartha; † 15. Oktober 1948) war ein deutscher Chemiker, Bodenkundler und Hochschullehrer.

## Leben und Wirken
Nach dem Schulbesuch studierte er Bodenkunde und Agrikulturchemie und promovierte 1899 an der Universität Rostock. 1906 wurde er außerordentlicher Dozent und 1910 außerordentlicher Professor an der Technischen Hochschule Karlsruhe. Im Jahr 1911 wurde er zum planmäßigen außerordentlichen Professor an die Universität Freiburg berufen. Zum 1. April 1934 wurde er emeritiert. Aus gesundheitlichen Gründen zog er sich vollständig aus dem Vorlesungsbetrieb zurück. Als Emeritus forderte er im Jahre 1935 den Ausbau des Bodenkundlichen Instituts an der Universität Freiburg.

## Schriften (Auswahl)
- Beiträge zur Kondensation aromatischer o-Aldehydophenoxyderivate. Rostock 1899.
- Über Düngung im forstlichen Betriebe. 1906.
- Einwirkung von Kalf auf Tannentrockentorf. 1910.
- Zusammengefaßte Ergebnisse der Karlsruher Stickstoffdüngungsversuche mit Fichten, ihre Bewertung und Stellung zu fremden Versuchsergebnissen. 1920.
- Die physikalische Beschaffenheit des Bodens. Julius Springer, Berlin 1930.
- Wasserverdunstung auf dem Boden. In: Blanck: Handbuch der Bodenlehre, Bd. 6, 1930.
- Weitere Untersuchungen über Bodenverkittungen durch Eisen und Mangan bzw. Tonerde und Kalk. 1930.
- Über Bodenkartierung. 1931.
- Kalkdüngung und Trockentorfbekämpfung. 1933.